# Ballathie

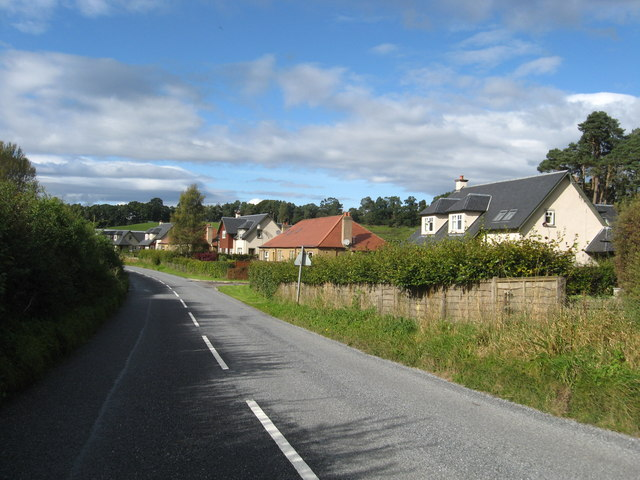
Häuser entlang der Straße

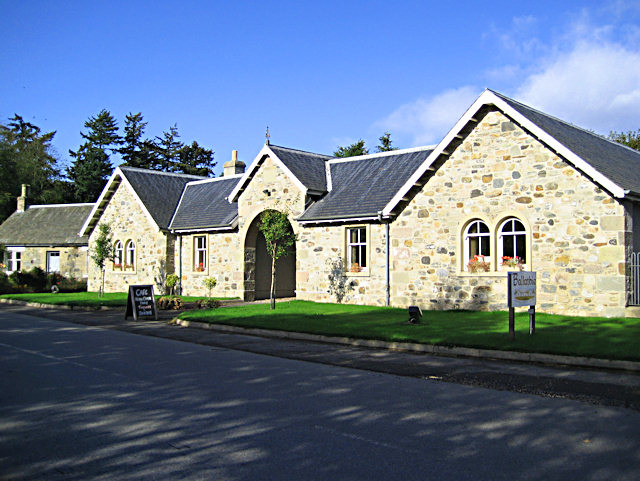
Laden mit Café im Ort

Ballathie ist eine kleine Ortschaft, die im Norden von Schottland nördlich von Perth in der Council Area Perth and Kinross liegt. Im Rahmen der historischen Gliederung Schottlands in Civil Parishes zählt es zu Kinclaven, das zu Perthshire gehörte.

## Geographie
Ballathie liegt wenig westlich des rechten Ufers des Flusses Tay, der hier eine ausgedehnte Schleife nach Osten macht, und kurz nach der Einmündung des Isla auf der gegenüberliegenden Seite. Die Gegend ist dementsprechend flach, sie weist ausgedehnte Waldungen auf. Die Häuser des Ortes liegen alle auf derselben Seite einer nachrangigen Straße, die von Kinclaven im Nordosten über West Tofts nach Stanley im Südwesten führt. Auf der gegenüberliegenden Seite des Flusses liegt die Ortschaft Cargill.

## Historisch Bedeutsames
Südlich von Ballathie stehen vier Bauwerke, die als Listed Building der Kategorie B ausgewiesen wurden. Es sind das, als Hotel genutzte Ballathie House mit der zugehörigen Gartenanlage, die Jagdlodge mit Remise sowie die Westpforte mit der Pförtnerhaus.